# Matilde de Escocia
Matilde de Escocia (nacida y bautizada como Edith; Dunfermline, c. 1080- Palacio de Westminster, 1 de mayo de 1118), también conocida como la “Buena reina Matilde”, fue reina consorte de Inglaterra entre 1100 y 1118. Ella actuó como regente de Inglaterra en varias ocasiones durante las ausencias de Enrique: en 1104, 1107, 1108 y 1111.

## Biografía
Fue la segunda de las hijas de Malcolm III Canmore, rey de Escocia, y de su segunda esposa, Santa Margarita Atheling. A los seis años de edad (1086), ella y su hermana, María, fueron enviadas a la abadía de Ramsey, donde fueron educadas por su tía materna, Cristina Atheling, que era la abadesa de ese lugar.
Al subir al trono inglés Enrique I en 1100, decidió desposarse y encontró en Edith la candidata ideal, por ser descendiente, por línea materna, de los antiguos reyes anglosajones de Inglaterra; así, los eventuales hijos de esta unión tendrían en sus venas sangre normanda y anglosajona, con lo que se unificarán ambos linajes.
Pero se desató la controversia cuando se aseguró que Edith habría hecho los votos durante su estancia en Ramsey; la joven princesa declaró que nunca tomó el velo, y si en algún momento llegó a usarlo fue por orden de su tía Cristina, para salvarla de la "lujuria de los normandos", pero de inmediato lo rechazó y arrojó al suelo, siendo fuertemente reprendida por la abadesa. El arzobispo Anselmo de Canterbury, ante quien Edith testificó, encontró esta declaración honesta y, como no había ningún impedimento aparente, consintió el matrimonio.
Enrique I y Edith se casaron en la abadía de Westminster, el 11 de noviembre de 1100, siendo el arzobispo Anselmo el que efectuó el enlace. Edith fue coronada reina con el nombre de Matilde.
La nueva reina estableció su corte en Westminster, pero acompañó a su esposo en su recorrido por toda Inglaterra en 1106-1107 y también visitó con él su ducado de Normandía.
Su corte estuvo rodeada de poetas y músicos, creciendo con ello su popularidad, pues, además, era muy parecida a su madre, siendo una ferviente católica y ayudando a los más necesitados, como ella lo hizo en Escocia. Asimismo, encargó a Turgot que escribiera una biografía de su madre, Santa Margarita.
El cronista Guillermo de Malmesbury la describió lavando los pies de los menesterosos y besando las manos de los enfermos en la iglesia en Cuaresma.
Murió en el palacio de Westminster, a los 38 años de edad, siendo sepultada en la abadía de igual nombre.